# スパイシーピンク
『スパイシーピンク』（SPICY PINK）は、吉住渉による日本の少女漫画作品。

## 概要
『コーラス』（集英社）にて2007年2月号から2008年3月号まで連載された。ただし2007年8月号と9月号は休載。全12回。単行本全2巻。
作者自身の語る所によれば、「掲載誌が『コーラス』のため、主人公は社会人がいいだろう、調べなくても分かるから漫画家にしよう」、という安直な思い付きから始まった作品であるという。実際には、自身の体験を描くわけにもいかず、嫌な体験ばかりが思い浮かんできて、ストーリーには苦労した、とあとがきで語っている。登場人物に特定のモデルはいないとのこと。

## あらすじ
遠藤桜は26歳で、中堅の少女漫画家。ある日、漫画家仲間に誘われて医師相手の合コンに参加し、美容整形医の是枝と出会う。つい仕事に対する思いを熱く語ってしまい、引かれ気味だった桜だが、帰り際、是枝に「まぶたと鼻と顎に手を加えると美人になる」と言われる。合コン中はほとんど話さなかった是枝にそんなことを言われ、最悪な気分で合コンは終わった。
後日、ファミレスでプロットを練っていると、偶然是枝に再会。突然、交際を申し込まれる。一度は断った桜だが、結局は是枝とつきあうことに。次第に相手を好きになっていく2人だったが、お互いの元恋人の存在が行く手に立ちはだかる。

## 登場人物
遠藤 桜（えんどう さくら）
26歳。少女漫画家。雑誌『月刊ドロップ』で、読み切り作品を中心に仕事をしている。最初は仕事命だったが、成り行きで是枝とつきあうことになる。
是枝 行（これえだ いく）
30歳。美容整形医。是枝クリニックの御曹司。
上條 美園（かみじょう みその）
26歳。『月刊ドロップ』の看板作家。中学3年生の時にデビューし、アニメ化やドラマ化された作品がある。
印税で金持ちだが「貢がれたい」という考えの持ち主で、今まで付き合ってきた男たちにも高価な品ばかりねだっては、別れてきた。しかし美人のため、すぐ新しい彼氏ができる。
是枝 理沙（これえだ りさ）
行の10歳年下の妹。桜の漫画のファンで、桜の元恋人の章とつきあっている。
真保 章（まほ あきら）
桜が高校1年生の時から6年間つきあった元恋人。現在は理沙とつきあっている。
杉丘（すぎおか）
美園が合コンで出会い、つきあうことになった男性。合コンでは心臓外科医の振りをしていたが、実は書店の店員。美園の大ファンで、作品はすべて初版で持っている。身分をいつわったため、最初は美園の怒りを買いふられるが、結局2人は結婚することになる。
菜津子（なつこ）
行の元恋人。行の話では5年前に事故で死んだことになっていたが、実は生きていて、再び行の前に現れる。夫の家庭内暴力(DV)に苦しんでおり、同情した行が弁護士を紹介し、離婚の手続きを進める。
魅神ユイ（みかみ ゆい）
若いイケメンのファンタジー作家。魅神の人気シリーズ『レベルイレブン』を桜がコミカライズ（漫画化）する話がまとまり、2人は一緒に門司港まで取材旅行に行く。
後に、「ちとせetc.」に主人公の兄役で再登場する。

## コミックス
- 集英社発行クイーンズコミックスより刊行。
  - 第1巻 2007年8月22日発行 ISBN 9784088654195 - 2007年2月号-7月号掲載分、Free Talk Specialを収録
  - 第2巻 2008年4月23日発行 ISBN 9784088654720 - 2007年10月号-2008年3月号掲載分、Free Talk Specialを収録